# Большой оленёк
Большой оленёк, или оленёк напу, или большой канчиль (лат. Tragulus napu) — небольшое млекопитающее, ведущее ночной образ жизни.

## Описание
Большой канчиль — самый распространенный вид рода азиатских оленьков. Масса от 5 до 8 кг. Длина тела 70-75 см, высота в холке 30-35 см. Окраска шерсти оранжево-бурая с белыми пятнами.

## Распространение
Оленёк напу родом с Индокитая, п-ова Малакка. Также обитает на островах Шри-Ланка, Суматра, Борнео.

## Размножение
Большую часть жизни самки больших оленьков проводят в стадии беременности, которая длится 152—155 дней. Через 2 часа после родов самки снова способны к спариванию. Детёныши способны самостоятельно передвигаться уже через полчаса после своего рождения. Продолжительность жизни большого оленька в домашних условиях составляет примерно 16 лет.